# 中国百科検定
中国百科検定（ちゅうごくひゃっかけんてい）とは、日本中国友好協会（本部: 東京都台東区、『日中友好新聞』の発行元）が主催する検定試験である。

## 概要
中国語の能力ではなく、中国の歴史・地理・政治経済・文化等、多方面の知識を問う。「日中両国の関係改善のためには、まず相手国への理解を深めることが大切」との理念から、2014年に第1回試験が開催された。検定の合言葉は「理解は絆を深める」。第4回から最高難度の「特級」、第5回からは初学者向けの「初級」が新設され、2021年の第9回以降は1年に2度の開催が続けられている。
出題範囲は学者・研究者らで編纂されたテキスト『中国百科』をベースとしており、2023年に現代中国の解説を加えた「増補改訂版」が新たに発行された。問題集としては『中国百科検定問題集』が存在し、増補改訂版テキストに対応した問題が公式ホームページにて「増補分新々版」として公開されている。
中国駐東京観光代表処、中国日本友好協会、中国国際航空公司（エア・チャイナ）、中国文化センター（東京）などが後援または協賛団体となっており、成績優秀者に対して表彰や副賞を提供している。

## 学校教育と中国百科検定
中国百科検定には学校に所属する者が団体で受験できる「準会場制度」が存在し、各団体は会場を各自で手配することで、一般会場の半額の料金で受験が可能となる。
多摩大学では2019年より準会場制度を利用しており、多摩大学附属聖ヶ丘中学校・高等学校は「A知探Qの夏」という講座において、百科検定の受験を取り入れている。また、鎮西学院大学外国語学科でも中国百科検定の資格取得支援講座を設けている。
その他、不定期に開催されている各地の学習会の一環として、大学構内において検定試験講座が実施されることもある。

## 検定級と試験内容
| 級   | 試験内容                                  | 出題範囲                                                                                                  | 合格基準     | 教材・参考書                                                               |
| ---- | ----------------------------------------- | --- | ------------ | -------------------------------------------------------------------------- |
| 特級 | 記述式 40問（40点満点）                   | 各分野を極めていてほしい知識のレベル。 地理、政治経済、歴史、文化・芸術・風俗習慣の4分野から1分野を選択。 | 80%程度以上  | 『中国百科』増補改定版 『中国百科検定問題集』 HP掲載『中国百科増補分新版』 |
| 1級  | マークシート方式 四択問題60問（60点満点） | 中国事情に熟知していてほしい知識のレベル。                                                                | 80%程度以上  | 『中国百科』増補改定版 『中国百科検定問題集』 HP掲載『中国百科増補分新版』 |
| 2級  | マークシート方式 四択問題60問（60点満点） | 中国に関心の深い人は持っていてほしい知識のレベル。                                                        | 70％程度以上 | 『中国百科検定問題集』 HP掲載『中国百科増補分新版』の問題部分              |
| 3級  | マークシート方式 四択問題60問（60点満点） | 少しでも中国に関心があれば持っていてほしい知識のレベル。                                                  | 70％程度以上 | 『中国百科検定問題集』 HP掲載『中国百科増補分新版』の問題部分              |
| 初級 | マークシート方式 四択問題40問（40点満点） | 中国に特別に関心がない人でも知っているような知識。                                                        | 70％程度以上 | HP掲載の過去問                                                             |

## 受検資格
- 特級：1級合格者
- 1級：2級合格者
- 2級：誰でも受検可能
- 3級：誰でも受検可能
- 初級：誰でも受検可能